# Kazimierz Twardowski

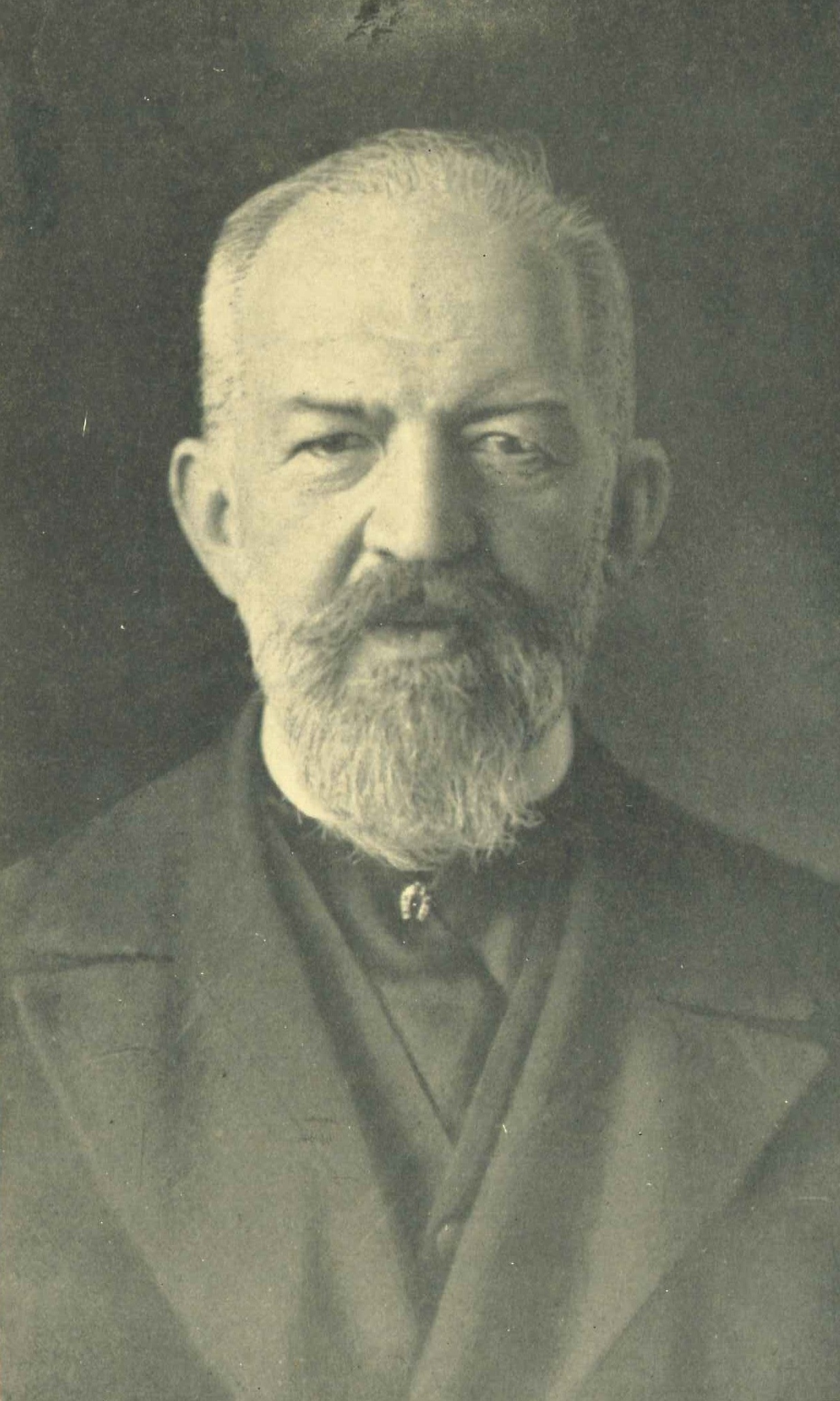
Kazimierz Twardowski

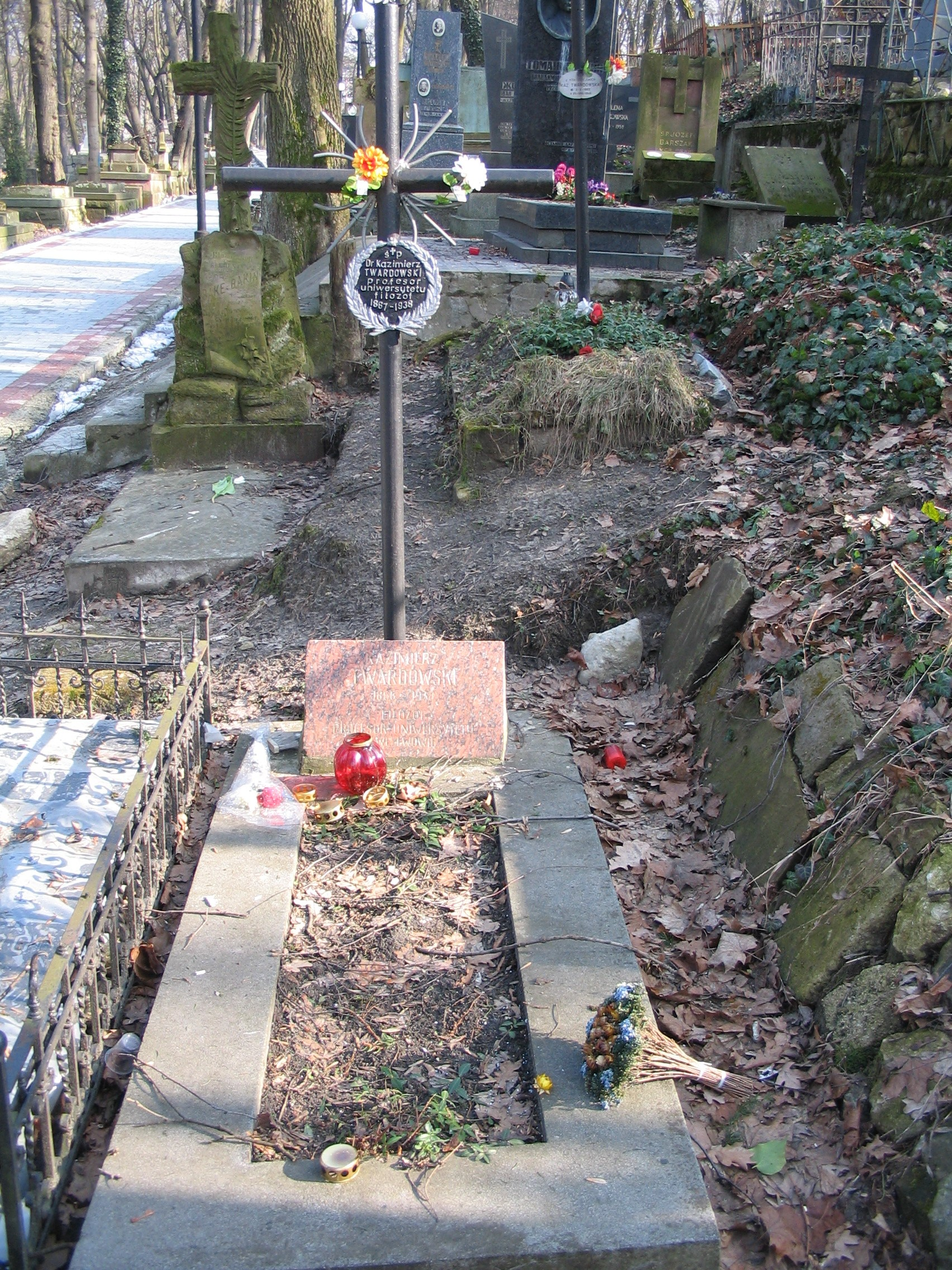
Twardowskis Grab in Lemberg

Kazimierz Jerzy Skrzypna-Twardowski, Ritter von Ogończyk (* 20. Oktober 1866 in Wien, Kaisertum Österreich; † 11. Februar 1938 in Lemberg), war ein polnischer Philosoph und Logiker.

## Leben
Kazimierz von Twardowski studierte in Wien bei Franz Brentano und Robert von Zimmermann Philosophie. 1892 schloss er seine Dissertation zum Thema Über den Unterschied zwischen der klaren und deutlichen Perception und der klaren und deutlichen Idee bei Descartes ab und wurde zum Doktor promoviert. 1894 reichte er seine Habilitationsschrift Zur Lehre vom Inhalt und Gegenstand der Vorstellungen ein. In dem folgenden Jahr hielt er Vorlesungen in Wien, bis ihm 1895 ein Lehrstuhl für Philosophie in Lemberg angeboten wurde, wo er bis zu seinem Lebensende blieb.
Mit seiner Arbeit dort legte Twardowski den Grundstein für die mathematisch, logisch und philosophisch fruchtbare Lemberg-Warschau-Schule. Zu seinen Schülern gehörten unter anderem  Maria Kokoszyńska-Lutmanowa, Stanisław Leśniewski, Jan Łukasiewicz und Władysław Witwicki.
Philosophisch vertrat er die Auffassung der Brentanoschule, dass eine Vorstellung immer einen Gegenstand der Vorstellung haben muss.